# Kronhuset
Kronhuset (em português: Casa da Coroa) é provavelmente o edifício mais antigo da cidade sueca de Gotemburgo.

Foi construído em 1642-1654, e utilizado inicialmente como armazém real de cereais e depósito de material de guerra. Em 1660, foi o local da reunião do Parlamento da Suécia (Riksdagen) sob o rei Carlos X. Devido à morte súbita do monarca, foi aí efetuada a coroação do novo rei - Carlos XI.